# Evapotranspiração

Ciclo da água na superfície da terra, mostrando os componentes individuais da transpiração e evaporação que formam a evapotranspiração. Outros processos mostrados são o runoff e a recarga de aquífero

Evapotranspiração refere-se à perda de água do solo por evaporação e à perda de água da planta por transpiração. O termo provém desses dois processos simultâneos que precisam ser mensurados, embora possa significar apenas um dos processos. A quantificação da evapotranspiração é de fundamental importância em atividades ligadas a gestão de bacias hidrográficas, em modelagens meteorológica e hidrológica e, sobretudo, no manejo hídrico da agricultura irrigada.
A taxa de evapotranspiração é normalmente expressa em milímetros (mm) por unidade de tempo. Essa taxa representa a quantidade de água perdida de um solo cultivado em unidades de profundidade de água. A unidade de tempo pode ser hora, dia, mês, década ou até mesmo um ciclo inteiro da cultura. Um exemplo de aplicação dessas unidades para um melhor entendimento:
Como um hectare tem uma superfície (área) de 10 000 m² e 1 mm é igual a 0,001 m, a perda de 1 mm de água corresponde numa perda de 10 m3 de água por hectare. Ou seja, 1 mm dia−1 é equivalente a 10 m3 ha−1 dia−1.
Pode-se medir a evapotranspiração através de lisímetros ou estimá-la através de equações.
O solo armazena a água que chega através das chuvas. Esta água tem duas maneiras de retornar à atmosfera. Uma é a evaporação direto do solo, a outra é através das plantas.
As plantas absorvem água e nutrientes através da raiz. Parte desta água é utilizada em seus processos metabólicos, como a Fotossíntese, enquanto outra parte somente percorre o xilema e evapora pela superfície das folhas. Nessas superfícies existem estruturas microscópicas chamadas Estômatos, que são formadas por algumas células-vegetais: duas células-guarda e duas células subsidiárias, que formam uma fenda chamado ostíolo. Nessa fenda, ocorrem as trocas gasosas. É justamente por essa fenda que a água se perde em forma de vapor. O processo da Evapotranspiração é como a nossa transpiração, e podemos comparar com uma roupa molhada que está secando no varal. Sabemos que se no dia houver ventos, a roupa seca mais rápido. Isso ocorre também nas plantas. Se houver mais vento, as plantas perdem água mais rápido. Mas as plantas também transpiram para regular a sua temperatura, num processo que se assemelha ao suor dos animais.
A soma total da água que evapora depois de passar pelas plantas com a água proveniente da sua transpiração é chamada de evapotranspiração.

## Tipos
Existem três tipos de evapotranspiração a serem consideradas em estudos climatológicos:
- Evapotranspiração potencial ({\displaystyle ETP});

- Evapotranspiração de referência ({\displaystyle ET_{0}});

- Evapotranspiração de cultura ({\displaystyle ET_{c}}).

### Evapotranspiração potencial
É a evapotranspiração pela qual a água é removida da superfície ou perfil do solo, se disponível. Ela tem sido sempre referida para plantas adequadamente supridas de água e normalmente não limitadas por moléstias ou fertilidade. A superfície deve estar completamente coberta, com o potencial matricial próximo à capacidade de campo (CC), devendo ser plana e horizontal.

### Evapotranspiração de referência
É similar ao termo {\displaystyle ETP} com a exceção de que é aplicada para uma cultura identificada, como a alfafa e grama. É a evapotranspiração de uma cultura bem adaptada ao local, crescendo sob as mesmas condições para {\displaystyle ETP}. A evapotranspiração de referência é uma conseqüência da confusão em torno da {\displaystyle ETP}. Ela é usada como uma evapotranspiração padrão para a predição da evapotranspiração de culturas, usando coeficientes de culturas.

### Evapotranspiração de cultura
É a evapotranspiração de uma planta específica crescendo sob condições definidas, incluindo condições de água e fertilidade no solo e outras condições de cultivo.

#### Coeficiente de cultura
É uma razão adimensional usada para relacionar a evapotranspiração
da cultura ({\displaystyle ET_{c}}) com a evapotranspiração de referência ({\displaystyle ET_{0}}), num tempo
específico.

{\displaystyle K_{c}={\frac {ET_{c}}{ET_{0}}}}

## Medição da evapotranspiração
A evapotranspiração pode ser medida ou estimada. A medição da evapotranspiração pode ser realizada por:
- Métodos diretos;
- Métodos indiretos.

### Métodos diretos
A evapotranspiração é medida diretamente por um instrumento denominado lisímetro, o qual pode ser de diversos tipos. Os principais tipos de lisímetro são:
1. Lisímetro de percolação;
2. Lisímetro de pesagem mecânica;
3. Lisímetro de flutuação.

#### Lisímetro de percolação
Consiste de um certo número (geralmente 3) de tanques impermeáveis enterrados no solo e enchidos com o solo local. Um dreno permite o escoamento do excesso da água, impedindo que o solo se torne saturado dentro dos tanques.
```
A determinação da 

  

    

      

        
E

        
T

      

    

    
{\displaystyle ET}

  

 é baseada na equação da continuidade:
```

{\displaystyle E-S=\Delta \,A}
Em que,
- {\displaystyle E}: Quantidade de água que entre no sistema (mm);
- {\displaystyle S}: Quantidade de água que sai do sistema (mm);
- {\displaystyle \Delta A}: Variação da quantidade armazenada de água no sistema (mm).

Se partimos de um teor de umidade no solo conhecido, por exemplo a capacidade de campo, e após decorrido certo tempo fizermos o solo retornar a essa mesma situação, faremos {\displaystyle \Delta \,A=0}. Portanto:
{\displaystyle E=S}
No caso do lisímetro,
{\displaystyle P+I=ET+C}
ou
{\displaystyle ET={\frac {P+I-C}{S}}}
Em que,
- {\displaystyle P}: precipitação sobre o lisímetro ({\displaystyle L}); por essa razão, o instrumento requer um pluviômetro associado para funcionar adequadamente;
- {\displaystyle I}: água adicionada ao lisímetro para fazê-lo atingir novamente a capacidade de campo ({\displaystyle L});
- {\displaystyle ET}: evapotranspiração, seja ela real, potencial ou da cultura ({\displaystyle L});
- {\displaystyle C}: água drenada e coletada nos baldes ({\displaystyle L});
- {\displaystyle S}: área do tanque (m2).

#### Lisímetro de pesagem mecânica
É considerado o instrumento padrão para a medição da evapotranspiração. Podem ser muito precisos, apesar de serem bastante
caros. Outra vantagem deste tipo de instrumento é que permite leituras a intervalos de tempo reduzidos (poucos minutos). O instrumento consiste basicamente num tanque, instalado sobre uma balança. Da diferença entre as duas pesagens consecutivas (divididas pela área do lisímetro) será determinada a ET. A precisão do instrumento dependerá da precisão da balança. A drenagem não poderá ocorrer livremente; deverá ser monitorada. Se a balança for do tipo registradora, dispensa-se o uso de pluviômetros.
```
A evapotranspiração pode ser calculada por meio da seguinte equação:
```

{\displaystyle ET={\frac {\Delta P}{S}}}
Em que,
- {\displaystyle ET}: evapotranspiração potencial de referência (mm/dia);
- {\displaystyle \Delta P}: variação no peso do tanque (Kg);
- {\displaystyle S}: área do tanque (m2).

#### Lisímetro de flutuação
Apresenta um preço intermediário entre o de percolação e o de pesagem mecânica. Não é tão preciso quanto este último, mas tem a vantagem de permitir leituras a intervalos de tempo menores que o primeiro.
Consiste em dois tanques, de diâmetros diferentes, sendo que o maior é praticamente enchido com água, recebendo o menor, que contém o solo.
```
A 

  

    

      

        
E

        
T

      

    

    
{\displaystyle ET}

  

 é calculada pela variação no nível da água no tubo de medida pela seguinte equação:
```

{\displaystyle ET=F\cdot \left(h_{1}-h_{2}\right)+I}
Em que,
- {\displaystyle ET}: evapotranspiração (mm/dia);
- {\displaystyle F}: fator de conversão determinado para cada lisímetro;
- {\displaystyle h_{1}-h_{2}}: variação do nível do tubo de medida (cm);
- {\displaystyle I}: precipitação ou irrigação ocorrida sobre o lisímetro, em duas leituras (mm).

### Métodos indiretos
A medição indireta não requer que se defina um sistema como o fazem os lisímetros. Na verdade, mede-se o teor de umidade do solo e determina-se a ET pela equação da continuidade. Alguns dos métodos para se determinar o teor de umidade do solo são:

#### Método gravimétrico, método das pesagens ou método da estufa
Consiste em se retirar uma amostra de solo, pesá-la e encaminhá-la a uma estufa [até que esteja] completamente seca, ou seja, até que o peso da mesma não se altere mais entre duas pesagens consecutivas intercaladas por um período de secagem.
É necessário conhecer os valores de precipitação. Conforme a precisão da balança utilizada, pode fornecer valores de ET medidos em curtos períodos de tempo.

#### Sonda de neutrons
Resume-se em uma fonte de nêutrons, que após moderados pelos átomos de hidrogênio presentes na água do solo, são captados por um contador. Diferentes contagens decorrem de diferentes teores de umidade do solo.
A sonda deve ser calibrada inicialmente, utilizando-se o método das pesagens como padrão, e o confronto do número de contagens com a curva padrão fornece diretamente o teor de umidade do solo. Deve-se ser cuidadoso em relação ao teor de umidade no solo, pois este material contém uma quantidade muito elevada de átomos de hidrogênio.